# Завод суперфосфату в Сан-Хуан-де-Аснальфараче (Севілья)
Завод суперфосфату в Сан-Хуан-де-Аснальфараче (Севілья) – колишній виробничий майданчик на півдні Іспанії, що знаходився на західному березі Гвадалквівіру навпроти Севільї.
На початку 20 століття в Іспанії почався бум виробництва фосфорного добрива – суперфосфату, чому сприяла географічна близькість до фосфоритів Марокко та великий ресурс піритів в іспанській провінції Уельва. Провідним гравцем на ринку цього добрива стала компанія SA Cros, що в підсумку відкрила у різних регіонах Іспанії 13 заводів, один з яких знаходився в районі Севільї.
Майданчик в Сан-Хуан-де-Аснальфараче почав роботу в 1904 році (за іншими даними, фабрика Cros діяла у Севільї починаючи з 1908-го) та мав власний причал для розвантаження фосфоритів. Шляхом спалювання піритів отримували сульфатну кислоту, за допомогою якої в подальшому розкладали фосфорити з продукуванням суперфосфату.
Станом на середину 1950-х завод міг виробляти 52 тисячі тонн суперфосфату на рік.
В якийсь момент цех сульфатної кислоти закрили, оскільки було дешевше закуповувати її на ринку.
В 1980-х іспанська промисловість добрив потрапила у кризу, що призвело до закриття цілого ряду підприємств. Одним з них став майданчик у Сан-Хуан-де-Аснальфараче, який припинив діяльність на початку цього десятиліття (є відомості, що причал діяв до 1990-х років).
Також можливо відзначити, що в 1960-х та сама SA Cros відкрила в районі Севільї ще один завод добрив – в районі Сан-Джеронімо.